# Miranda v. Arizona
Miranda v. Arizona est un arrêt de la Cour suprême des États-Unis plaidé entre le 28 février et le 1er mars 1966 et rendu le 13 juin 1966. La cour retient qu'un suspect doit être informé de ses droits de consulter un avocat et à ne pas s'auto-incriminer avant d'être interrogé par la police.

## Les faits
Ernesto Miranda naît en 1941 à Mesa dans l'Arizona. Il est fréquemment condamné et emprisonné ; en 1962, il se trouve à Phoenix dans l'Arizona. Selon la police de Phoenix, il aurait à plusieurs reprises enlevé, violé et volé plusieurs jeunes filles. En mars 1963, une des victimes croit reconnaître la voiture de son agresseur. Ernesto Miranda est alors arrêté par la police. Lors de l'interrogatoire, sans avoir été informé de ses droits et sans avoir été assisté d’un avocat, Ernesto Miranda avoue l'enlèvement et le viol. Lors du procès, le procureur utilise ses aveux comme moyen de preuve contre lui et Ernesto Miranda est condamné pour enlèvement et viol. Son avocat, Alvin Moore, tente de faire rejeter ses aveux, il fait appel de la décision devant la Cour suprême d'Arizona, mais celle-ci confirme la décision en avril 1965.
Robert J. Cocoran, un ancien avocat de la partie civile, a connaissance de l'affaire après le procès devant la Cour Suprême d'Arizona. Il sait que des aveux peuvent facilement être obtenus de la part de suspects n'ayant pas un niveau d'instruction très élevé et ignorant le plus souvent leurs droits. En juin 1965, il fait appel à John J. Flynn, un avocat de la défense du cabinet Lewis and Roca à Phoenix. Celui-ci accepte de soutenir l'affaire avec l'aide de John P. Frank et de Peter D. Baird.

## L'arrêtMiranda v. Arizona

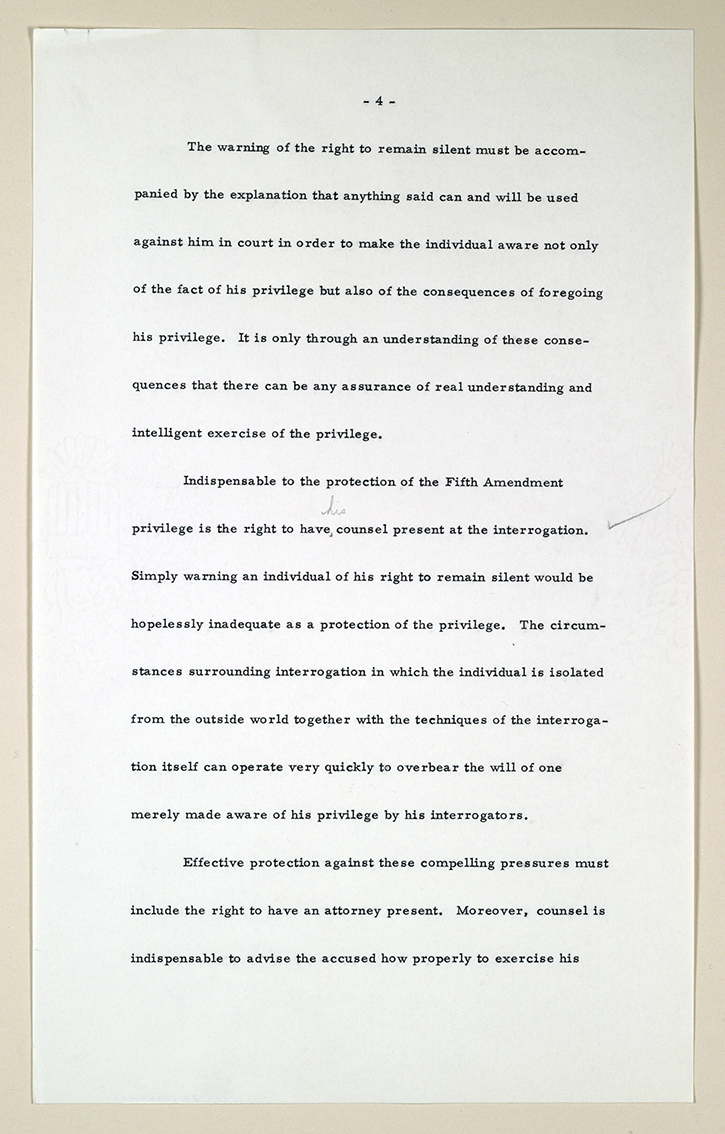
Page du manuscrit écrit par le juge en chef Earl Warren concernant l'affaire Miranda v. Arizona.

La Cour estime qu’étant donné la nature coercitive de l’interrogatoire lors d’une garde à vue (le Chief Justice Earl Warren cite plusieurs manuels de police), les droits de la personne interrogée doivent être garantis.
Elle se fonde sur deux amendements du Bill of Rights (la déclaration des droits) : le cinquième amendement qui dispose notamment que nul ne peut être forcé à témoigner contre lui-même (« No person [...] shall be compelled in any criminal case to be a witness against himself») et le sixième amendement selon lequel l'accusé a droit à un avocat (« In all criminal prosecutions, the accused shall enjoy the right [...] to have the Assistance of Counsel for his defense. »).
C’est dans le but d’assurer la sauvegarde de ces droits constitutionnels que la Cour déclare que :

« The person in custody must, prior to interrogation, be clearly informed that he has the right to remain silent, and that anything he says will be used against him in court; he must be clearly informed that he has the right to consult with a lawyer and to have the lawyer with him during interrogation, and that, if he is indigent, a lawyer will be appointed to represent him. »

Ce qui peut être traduit par :

« La personne en garde à vue doit, préalablement à son interrogatoire, être clairement informée qu’elle a le droit de garder le silence et que tout ce qu’elle dira pourra être utilisé contre elle devant les tribunaux ; elle doit être clairement informée qu’elle a le droit de consulter un avocat et qu'elle peut avoir l'avocat avec elle durant l’interrogatoire, et que, si elle n’en a pas les moyens, un avocat lui sera désigné d’office. »

Ce sont ces éléments qui sont repris dans l'avertissement dont lecture est faite au suspect lors de son arrestation.
Ces droits n’ayant pas été respectés lors de l’interrogatoire d’Ernesto Miranda, la Cour annule ses aveux en tant que moyen de preuve.